# Gabón en los Juegos Olímpicos de Pekín 2008
Gabón estuvo representado en los Juegos Olímpicos de Pekín 2008 por cuatro deportistas, dos hombres y dos mujeres, que compitieron en tres deportes.
La portadora de la bandera en la ceremonia de apertura fue la yudoca Mélanie Engoang. El equipo olímpico gabonés no obtuvo ninguna medalla en estos Juegos.